# Liesel Fischer
Liesel Fischer (* 27. April 1919 in Dresden; † 2000 in Plauen) war eine deutsche Malerin und Grafikerin.

## Leben und Werk
Liesel Fischer studierte von 1936 bis 1939 an der Staatlichen Akademie für Kunstgewerbe Dresden, u. a. bei Arno Drescher, und von 1939 bis 1944 mit einem eigenen Atelier bei Ernst Richard Dietze. Danach arbeitete sie in Dresden als freischaffende Künstlerin. 1945 verlor sie beim Bombenangriff auf die Stadt alle ihre Arbeiten.
Von 1945 bis 1946 arbeitete Liesel Fischer in Bad Elster als Dekorationsmalerin, wobei sie insbesondere Transparente gestaltete. Von 1946 bis 1949 studierte sie an der Dresdener Hochschule für Bildende Künste bei Wilhelm Rudolph und 1950 ein Semester Plastik bei Otto Winkler.
Von 1951 bis 1954 arbeitete sie an einer Schule in Plauen als Zeichenlehrerin. Danach war sie dort als Mitglied des Verbands Bildender Künstler der DDR freischaffend tätig. Sie unternahm mehrere Studienreisen, u. a. in die Sowjetunion und nach Israel.

## Darstellung Liesel Fischers in der bildenden Kunst
- Wilhelm Rudolph: Bildnis einer jungen Frau/Malerin Liesel Fischer (Tafelbild, Öl, 1950; im Bestand der Dresdener Galerie Neue Meister)[1]

## Museen und öffentliche Sammlungen mit Werken Liesel Fischers (unvollständig)
- Beeskow: Kunstarchiv Beeskow
- Dresden: Galerie Neue Meister[2]
- Dresden: Kupferstich-Kabinett
- Dresden: Museum für Sächsische Volkskunst[3]
- Plauen: Vogtlandmuseum

## Weitere Werke (Auswahl)
- o. T. / Es lebe der 1. Mai (1954, Holzschnitt, 48 × 61 cm)[4]

- Genosse R., Kampfgruppenkommandeur (1958, Öl; Kunstarchiv Beeskow)
- Der malende Arbeiter (Öl; auf der Fünften Deutschen Kunstausstellung)

## Ausstellungen (Auswahl)
- 1948: Dresden, Haus des Kulturbunds („Die Jungen. Malerei, Grafik, Plastik“)

- 1953 bis 1958: Chemnitz, Schlossbergmuseum, Mittelsächsische Kunstausstellungen
- 1962/1963: Dresden, V. Deutsche Kunstausstellung
- 1987: Plauen, Vogtlandmuseum (Einzelausstellung)